# جیمی کلارک (بازیکن فوتبال، زاده ۱۹۸۸)
جیمی کلارک (انگلیسی: Jamie Clarke؛ زادهٔ ۱۱ سپتامبر ۱۹۸۸) بازیکن فوتبال اهل بریتانیا است.
از باشگاه‌هایی که در آن بازی کرده‌است می‌توان به باشگاه فوتبال لینکولن سیتی، باشگاه فوتبال آکرینگتون استنلی، باشگاه فوتبال بلکبرن روورز، و باشگاه فوتبال روترهام یونایتد اشاره کرد.